# La ballata dei lavavetri
Pour plus de détails, voir Fiche technique et Distribution.
La ballata dei lavavetri est un film italien réalisé par Peter Del Monte, sorti en 1998.

## Fiche technique
- Titre : La ballata dei lavavetri
- Réalisation : Peter Del Monte
- Scénario : Peter Del Monte et Sergio Bazzini d'après le roman d'Edoardo Albinati
- Pays d'origine : Italie
- Format : Couleurs
- Genre : drame
- Durée : 90 minutes
- Date de sortie : 
  -  Italie à la Mostra de Venise 1998 : 11 septembre 1998 [1]

## Distribution
- Aleksander Mincer : Zygmunt
- Agata Buzek : Justyna
- Kim Rossi Stuart : Rafal
- Andrzej Grabowski : Pawel
- Grażyna Wolszczak (en) : Helena
- Lavinia Guglielman : Matilde